# 梳士巴利漢堡扒
梳士巴利漢堡扒（英語：salisbury steak）是一種漢堡排，主要成分是牛絞肉，有時會混與豬絞肉製成，通常會以油煎或者是燒烤的方式進行料理，並且還會搭配有棕醬、牛排醬（Steak sauce）或者是肉汁作為醬料。
「梳士巴利漢堡扒」一詞是由早期倡導低碳水化合物飲食減肥辦法的美國醫生詹姆士·梳士巴利（James Salisbury）所發明，並且自1897年開始以他的姓氏命名的梳士巴利漢堡扒便於美國廣泛傳播。

## 歷史
關於梳士巴利漢堡扒或者類似食物的起源有許多說法，其中《美食小百科》（Larousse Gastronomique）認為早在歐洲古代便有類似梳士巴利漢堡扒的料理出現於烹飪手冊（Cookbook），而1936年時則有介於漢堡和肉丸的肉類製品廣泛受到民眾的歡迎。其中最常被提及的菜色之一為從德國北部開始從韃靼牛肉發展而來的海員雜燴（Labskaus），在20世紀初期便隨著德國移民將這項菜色傳播到歐洲大陸。之後隨著時間的引進原本牛排食品漸漸演變成漢堡菜色之一，並且成為歐洲當地較為著名的漢堡排食品之一。
而「梳士巴利漢堡扒」一詞最早則是追溯到1897年時，由早期倡導低碳水化合物飲食減肥辦法的美國醫生詹姆士·梳士巴利（James Salisbury）所發明，並且隨後於美國社會廣受歡迎。其中對於美國消費者而言，梳士巴利漢堡扒主要是作為一種能夠取代三明治的速食而存在。

## 食物

### 主要作法

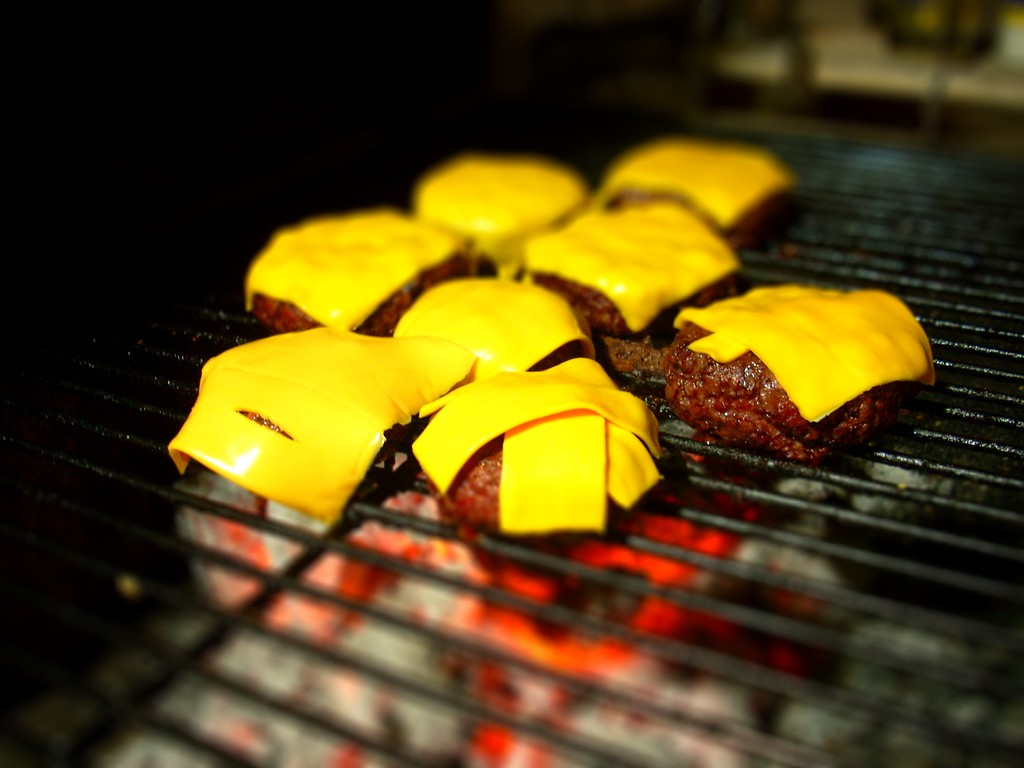
正在烘烤的漢堡排與放置其上的黃色乾酪。

通常會將牛肉或者豬肉等其他肉類絞碎成為絞肉（Ground meat）後混入經浸泡過後的圓麵包、麵包粉（Bread crumbs）、太白粉、燕麥片（Rolled oats）和水，並且搭配油、乳、蛋、切碎或磨碎的洋蔥、香辛料、香芹、胡椒與食鹽進行調味。之後將經過攪拌均勻的漢堡肉製成圓形或者橢圓形的肉丸後再將其壓扁，以模擬一般市面上所販賣的牛排外觀，之後便能放在平底鍋上油煎或者是於烤肉架上燒烤。而通常在一些料理過程中會在漢堡排內另外添加乾酪、火腿或者是煙肉，有些時候也會在烹調漢堡排時於上方添加卡塞里乾酪（Kasseri）進行烘烤，或者與其他馬鈴薯料理進行搭配。
傳統上來說梳士巴利漢堡扒會搭配馬鈴薯泥與義式麵食，並且還會有牛排醬（Steak sauce）或者是肉汁作為醬料，而漢堡排也可以用於一般漢堡或者是三明治中。有時候梳士巴利漢堡扒則會使用以工業製法生產並且事先煮熟的重組牛肉（Restructured steak），並且被拿來作為廣受歡迎的盒裝電視便餐（TV dinner）進行販售。

### 用料標準
依照美國農業部所提出的標準，經加工且包裝後的梳士巴利漢堡扒規定漢堡排最低需含有65%的肉類，其中最多只能有25%是家豬豬肉混成，而如果是同時添加脫脂牛肉與豬肉的話則不能超過12%，而漢堡排的脂肪含量也不能高於30%。除了牛隻的心臟旁邊的心肌外，其他肉類以外的內臟等副產品都規定不能添加到漢堡排之中；而包括麵包粉、麵粉、燕麥片等食品添加物則被限制只能佔12%，不過在規定中則將佔全部重量6.8%、從大豆提取出來的大豆蛋白（Soy protein）直接視為12%看待，而對於調味料、蕈類、蔬菜（如洋蔥或者是菜椒等）、黏合劑（如蛋）和液體（如水、乳、鮮奶油、脱脂牛奶、優酪乳、食鹽水或者醋等）並沒有限制。美國農業部也規定所有標示「梳士巴利漢堡扒」（Salisbury steak）必須完全煮熟，否則廠商必須在封裝上標示有「梳士巴利牛肉餅」（Patties for Salisbury Steak）。而以其他食品標準來看，美國農業部對於日式漢堡排的主要限制在於牛隻的肉類與骨頭來源。儘管包括鹽、調味料和蔬菜等食材仍然能夠以一定比例添加其中，但是漢堡排對於液體、黏合劑與添加物則有更為嚴格的定義限制，而通常添加其他食材後則會改稱為「牛肉排」。不過在世界其他地方或者是非美國農業部所檢驗的公司，對於梳士巴利漢堡扒並不一定有相同原料標準。例如德國所制定的《德國食品彙編集》（Deutsches Lebensmittelbuch）中則限制餐飲業使用的漢堡排必須有80%以上為肉類組成，而德國傳統上會將僅以牛肉絞碎製成的肉餅稱做「漢堡排」，而部分另外將牛肉、豬肉或者羊肉切碎混合後則稱其為「牛肉漢堡排」。

## 變化

### 日式漢堡排

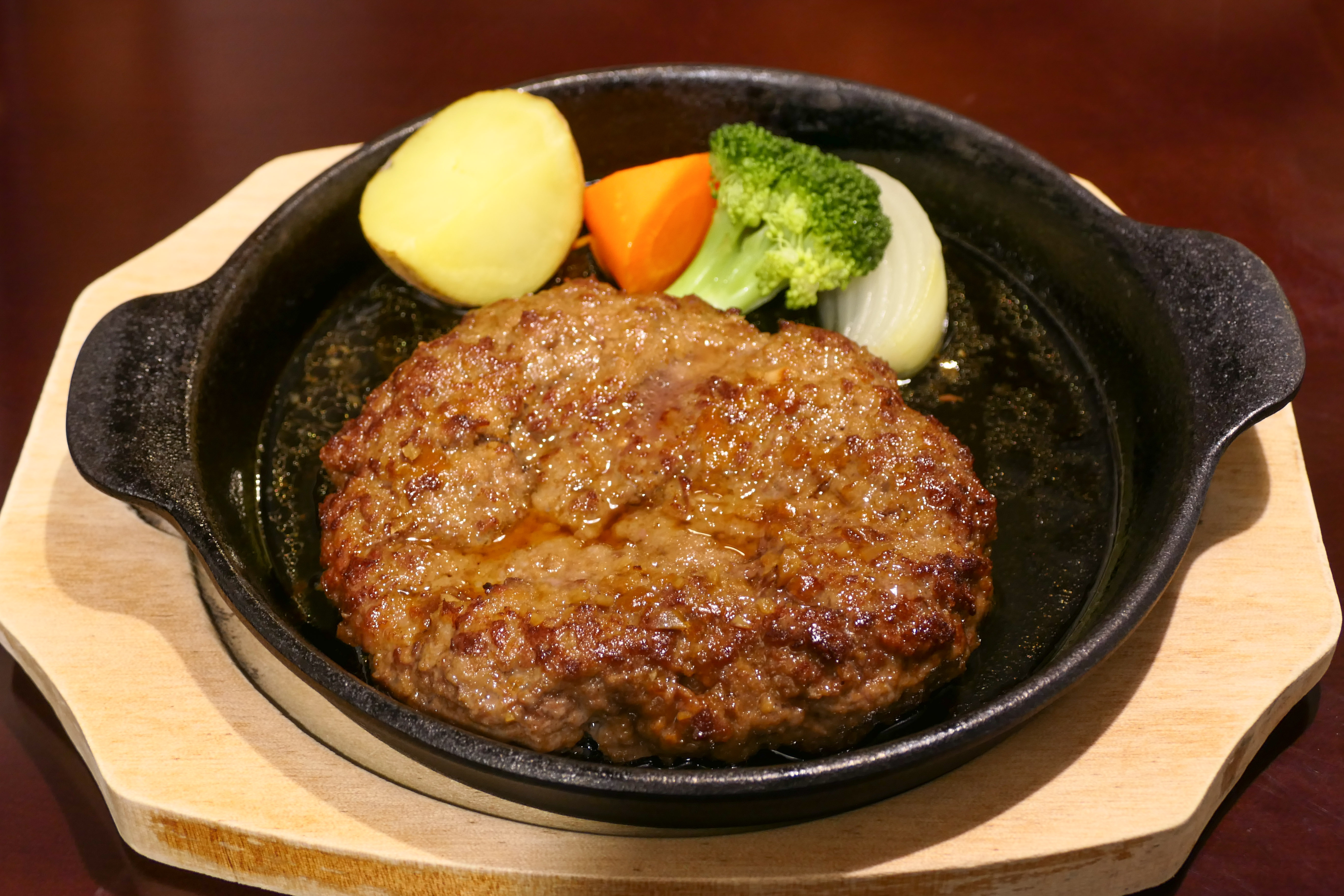
日式漢堡排。

日式漢堡排（ハンバーグ）是日本洋食相當受歡迎的梳士巴利漢堡扒類型，主要是由碎肉（Ground meat）、洋蔥、蛋、雙孢蘑菇和麵包粉（Bread crumbs）搭配各式香料調味，製成大約1公分厚、直徑10公分至15公分的圓形漢堡排。今日許多餐館已經發展出不同類型的菜色，這包括有起司漢堡排、咖哩漢堡排（搭配日式咖哩為主）、義式漢堡排（搭配番茄醬汁為主）等餐點。
最早日式漢堡排的源起可以追溯至明治時期，今日普遍認為橫濱市針對外國人士所引進的漢堡排菜色為最早的漢堡排餐點。1960年代開始，跟其他洋食一樣，日式漢堡排因為價格漸趨大眾化而日漸普及。到了1980年代以後，日式漢堡排已經捨棄過去被視為昂貴牛肉製漢堡排的觀點，成為一種較為經濟的肉類食物；再加上廠商推出搭配有醬料的漢堡排其真空包裝（Vacuum packing）的產品銷售辦法，使得日式漢堡排便被廣泛成為日本當地便當的重要菜色之一，一般來講這些便當料理還會搭配有洋蔥圈（Onion ring）與蔬菜。而之後所發展出來的急凍漢堡排則受到具速食風格的餐廳歡迎，原因之一在於透過急凍的方式能夠擁有比真空包裝更為豐富的味道和扎實的口感。
日式漢堡排也影響到夏威夷當地的漢堡排餐點，其中夏威夷快餐（Plate lunch）參考了日本的肉汁漢堡排，並且在同一個餐盤上通常會搭配有沙拉、通心粉或者是米飯，另外還有通常會加上1顆雞蛋的夏威夷漢堡飯（Loco moco）。類似的菜也經常出現於於韓國，其中韓國當地將從日本引進引進亞洲各地的漢堡排餐點食譜稱為「햄버그 스테이크」。

### 其他類型
其他類似梳士巴利漢堡扒還有俄羅斯在19世紀後期開始大為推廣、類似炸豬排料理的吉列，與梳士巴利漢堡扒不同的是俄羅斯的吉列鮮少完全是由牛肉組成，相反地往往肉排是由豬肉或者是豬肉與牛肉混雜而成。作為材料的碎肉會與鹽、胡椒、切碎的洋蔥、大蒜和黏合劑（泡在牛奶裡的麵包屑和雞蛋等）混合之後，接著將碎肉製成橢圓形的肉餅並且沾上麵包粉後、再投入植物油（Vegetable oil）中煎炸（Shallow frying）而成。
西班牙當地在烹調梳士巴利漢堡扒時，往往會添加大量番茄糊作為調味料。而加泰隆尼亞當地的飲食文化中，其漢堡排過去主要是由一般的肉類與魚肉混合而成。雖然當地在20世紀開始便將漢堡排料理稱為「Hamburguesa」，不過在一些離島地區則仍然將這類型料理依照外型稱作「raoles」。而在巴爾幹半島地區梳士巴利漢堡扒也廣泛受到社會大眾的歡迎，在各地還有依照漢堡排為基礎所開發的不同延伸食物。

## 圖庫

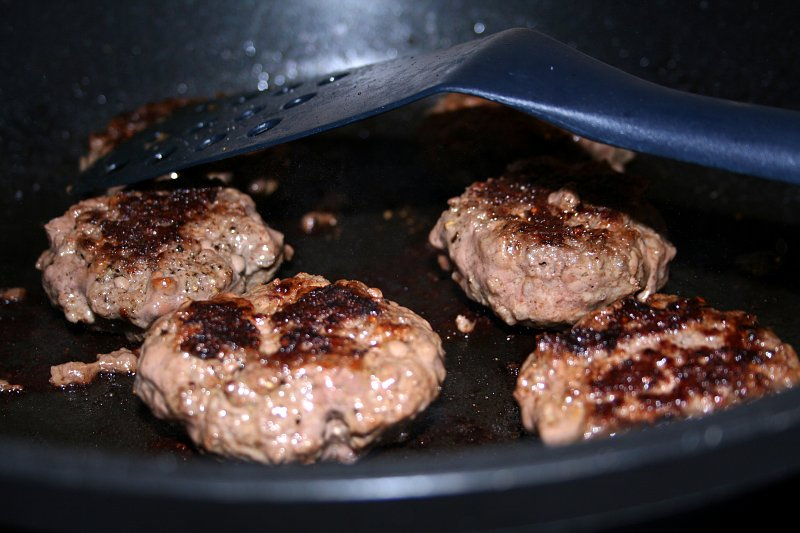
正在煎煮的漢堡排。
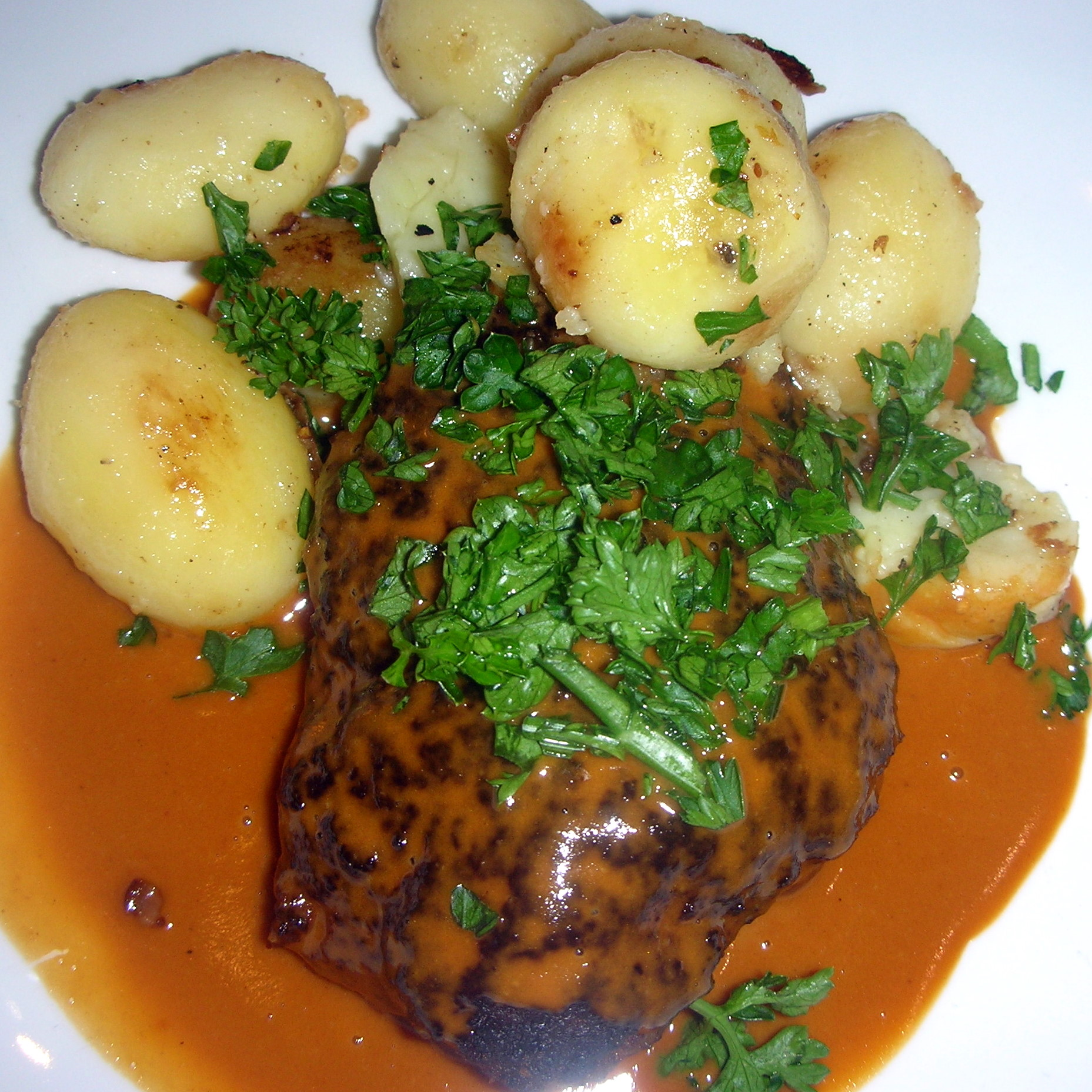
斯德哥爾摩北歐博物館之餐廳所提供的1份漢堡排餐點，可以看見餐點上還搭配有炸馬鈴薯、醬料與香芹。
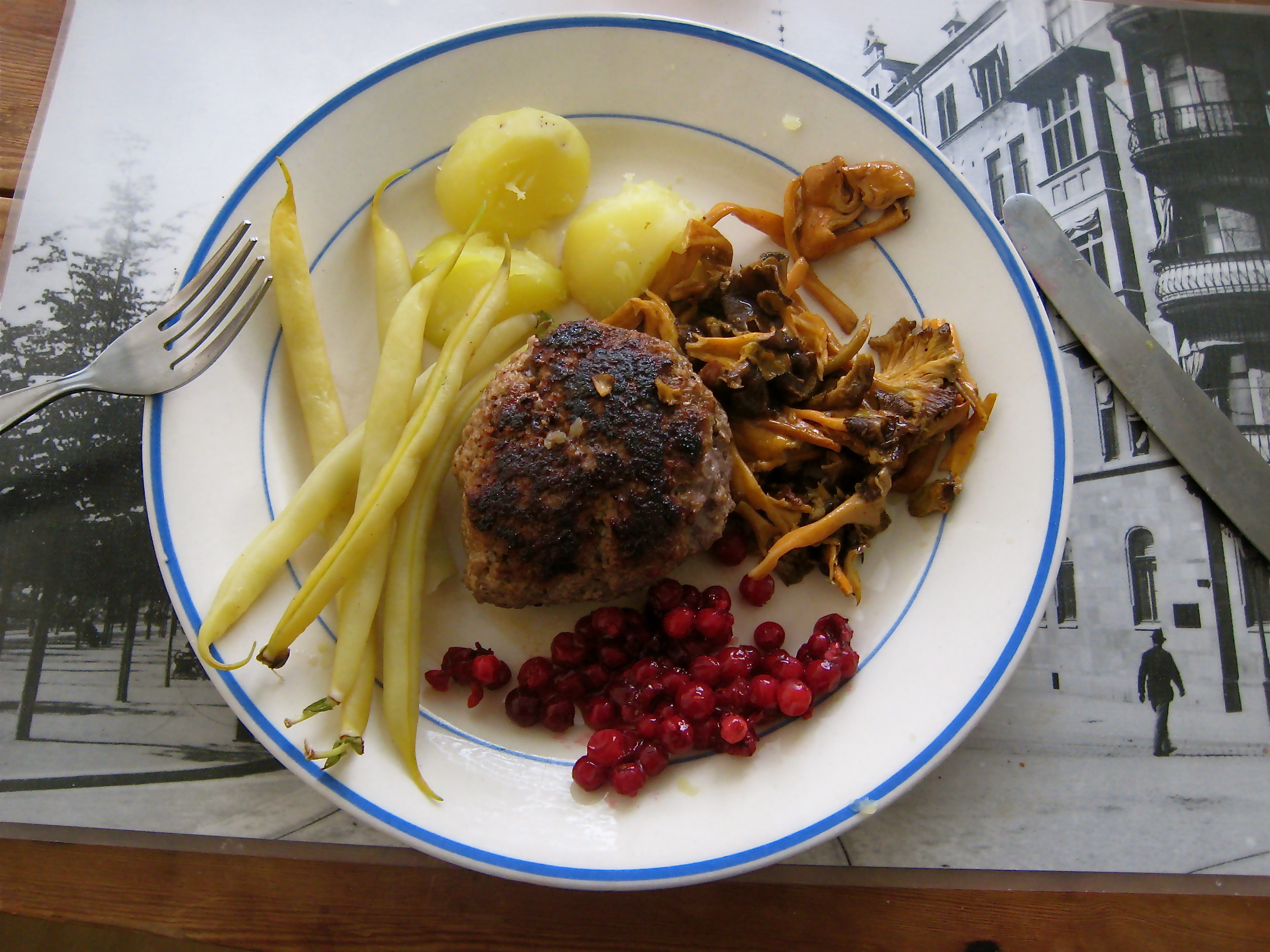
1份搭配有馬鈴薯、菜豆、越橘與變黃喇叭菌（Craterellus lutescens）的梳士巴利漢堡扒餐點。
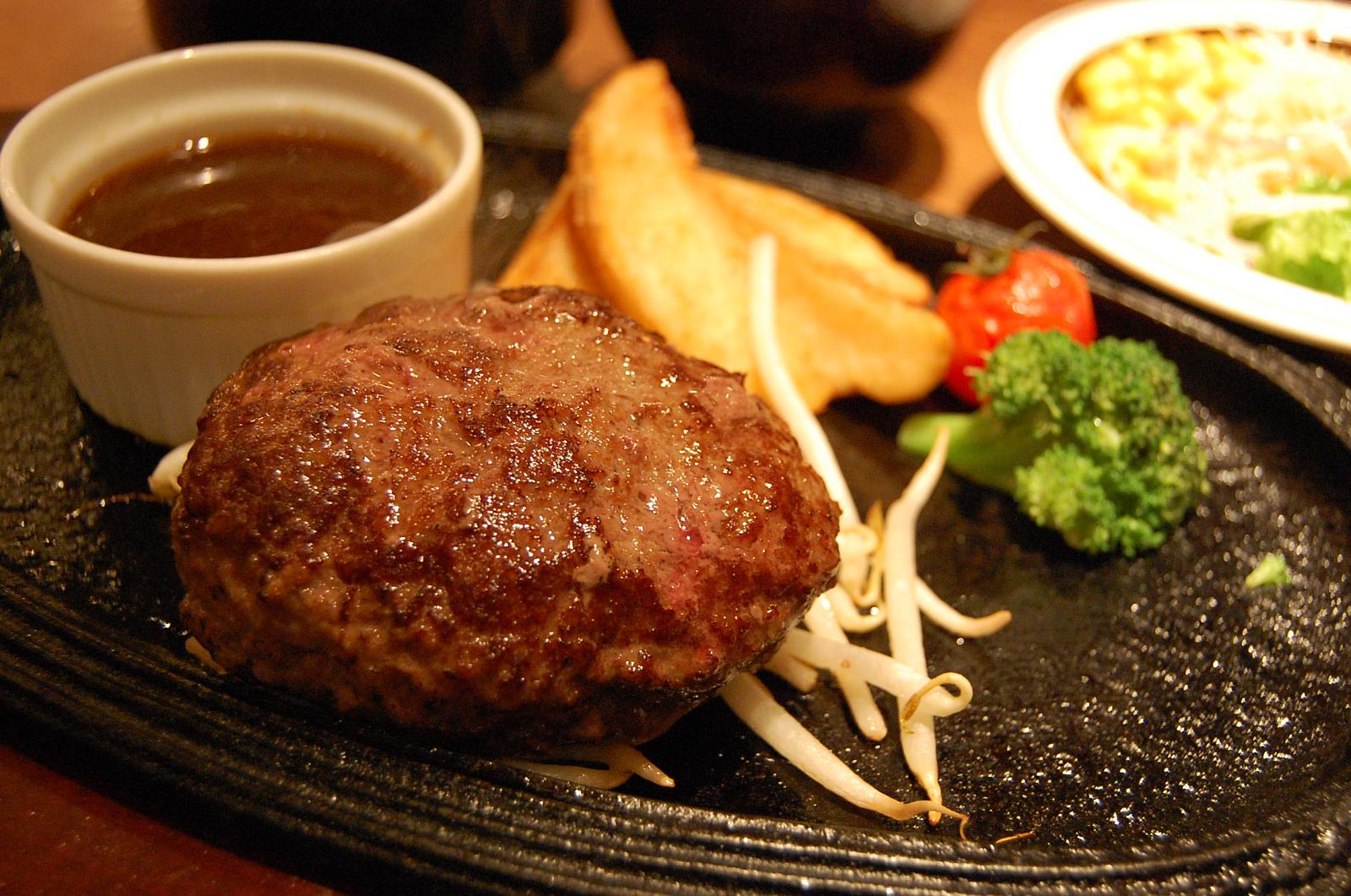
1份日式漢堡排料理，可以看見上頭有漢堡排、薯條與日式沾醬。